# Proteinlokalisationsvorhersage
Die Proteinlokalisationsvorhersage umfasst biochemische und bioinformatische Methoden zur Bestimmung des Ziel-Kompartiments eines Proteins.

## Eigenschaften
Proteine werden in Eukaryoten nach ihrer Herstellung im Zytosol oftmals anhand ihrer Signalsequenzen sortiert und ihrem Bestimmungsort zugeführt. Der Zielort kann ein zelluläres Kompartiment wie der Zellkern, das endoplasmatische Retikulum, die Mitochondrien, eventuell die Chloroplasten, die Peroxisomen sein, oder außerhalb der Zelle liegen (bei Exozytose und Sekretion).
In Prokaryoten werden Proteine unter anderem ins Periplasma transportiert oder sezerniert.
Die Lokalisation eines Proteins kann experimentell durch eine Fluoreszenzmikroskopie oder durch eine Proteinsequenzierung (anhand der Signalsequenzen) bestimmt werden, weiterhin kann sie in silico bioinformatisch vorhergesagt werden.

## Methoden
Die charakteristischen Prädiktoren hängen von der jeweiligen Art ab. Im Folgenden sind einige Methoden zur Lokalisationsvorhersage von Proteinen aufgeführt:
- Cell-PLoc[2]
- BaCelLo[9]
- CELLO[10][11]
- ClubSub-P[12]
- Euk-mPLoc 2.0[13]
- CoBaltDB[14]
- HSLpred[15]
- KnowPredsite[16]
- LOCtree[17]
- LocTree2/3[18][19]
- MultiLoc[20]
- PSORT[21]
- PSORTb[22][23]
- MetaLocGramN[24]
- PredictNLS[25]
- Proteome Analyst[26]
- SCLPred[27]
- SecretomeP[28]
- SherLoc[29]
- TargetP[30]
- TMHMM
- WoLF PSORT[31]
- APSLAP[32]

## Anwendungen
Die Vorhersage der Lokalisation von Proteinen wird in der Biochemie und Biotechnologie bei der Erzeugung sezernierter rekombinanter Proteine verwendet. In der Pharmakologie sind sezernierte Proteine und Membranproteine oftmals Targets in einem Wirkstoffdesign. Proteine mit fehlerhafter Lokalisation sind unter anderem bei Krebs und bei der Alzheimerschen Krankheit zu finden.